# Бені-Меллаль — Хеніфра
Бені-Меллаль — Хеніфра (араб. بني ملال - خنيفرة; бербер. ⴰⵢⵜ ⵎⵍⵍⴰⵍ - ⵅⵏⵉⴼⵕⴰ) — один із дванадцяти регіонів Марокко. Займає площу 28 374 км 2 та має населення 2 520 776 осіб за переписом 2014 року. Адміністративний центр — місто Бені-Меллаль.

## Географія
Регіон Бені-Меллаль — Хеніфра розташований усередині країни та межує з п'ятьма іншими регіонами королівства: Рабат — Сале — Кенітра на півночі, Фес — Мекнес на північному сході, Драа — Тафілалет на південному сході, Марракеш — Сафі на південному заході та Касабланка — Сеттат на північному сході. У західній та центральній частині регіону розташована рівнина Тадла, що зрошується річкою Умм Ер-Рбія. Ця рівнина оточена горами Високого Атласу, які проходять через південну та східну частини регіону, та передгір'ями Середнього Атласу на півночі.

## Основні дані
Регіон був утворений у вересні 2015 року шляхом об'єднання декількох провінцій з колишніх регіонів Шарвія — Вардіга, Мекнес — Тафілалет і Тадла — Азілаль. Наразі регіон складається з п’ятьох провінцій.

## Економіка
Сільське господарство грає провідну роль у економіці регіону. Основними культурами є зернові, буряк, оливки, цитрусові та гранати; виробництво молока та м'яса також є значним. У регіоні міститься до 44% запасів фосфатів в усьому Марокко.
Регіон Бені-Меллаль — Хеніфра з'єднаний з іншими регіонами країни національною мережою швидкісних автомагістралей. У місті Бені-Меллаль працює аеропорт, що є хабом для авіакомпанії Royal Air Maroc. До того ж, між містами Уед-Зем, Хурібга та Касабланка є залізничне сполучення.